# 福田千晶
福田 千晶（ふくだ ちあき、女性、1961年6月6日 - ）は、日本の医学博士、健康科学アドバイザー。専門はリハビリテーション医学で、日本リハビリテーション医学会専門医、日本東洋医学会漢方専門医、日本医師会認定健康スポーツ医、日本医師会認定健康産業医、日本体力医学会健康科学アドバイザーを務める。

## 経歴
埼玉県浦和市（現・さいたま市）出身。1988年に慶應義塾大学医学部を卒業し、東京慈恵会医科大学附属病院にリハビリテーション医学科の医師として勤務。
1995年に医学博士となり、翌1996年に東京慈恵会医科大学附属病院を退職。フリーランスの健康科学アドバイザーとなり、講演や執筆活動を行っている。テレビやラジオへの出演もあり、『首都圏ネットワーク』（NHK）、『午後は○○おもいッきりテレビ』（日本テレビ）、『はなまるマーケット』（TBS）、『生島ヒロシのおはよう一直線』（TBSラジオ）の健康ひろばのコーナーなどに出演している。

## 主な著書
- 『家でできる10分間リハビリ』（日経BP社、1997年）
- 『好かれる患者、嫌われる患者―川柳で学ぶ病院の裏側、医者の本音、ナースの実態、上手な受診のコツ』（マキノ出版、ビタミン文庫、1998年）
- 『病院の雑学笑典』（光文社、1998年）
- 『ヒザの痛みがとれた！ 脚が楽になった！』（辰巳出版、2001年）
- 『正しい呼吸で若返る――呼吸法健康術』（文芸社、2002年）
- 『とことんサラサラ血液若返り―今日からできる健康法』（光文社、カッパ・ブックス、2002年）
- 『やさしく図解 ヒザの痛みが消えた！』（辰巳出版、2005年）
- 『めちゃ、やせ。』（辰巳出版、2005年）
- 『やさしく図解 腰の痛みが消えた！』（辰巳出版、2005年）
- 『自分のカラダが大好きになる！ 生活習慣セラピー』（山海堂、2005年）
- 『サラサラきれいな血液になるために―いつまでも若くある秘訣』（光文社、知恵の森文庫、2005年）
- 『全身美人になる！ 歩き方レッスン―くせ・痛みのない、正しい「歩き方」「走り方」』（山海堂、2006年）
- 『肩・ヒジ痛が治った！』（日東書院、らくらく健康BOOKS、2007年）
- 『腰の痛みが治った！』（日東書院、らくらく健康BOOKS、2007年）
- 『「寝る」姿勢で万病を治す！』（講談社、講談社プラスアルファ文庫、2008年）